# Beppe
Beppe ist als Verkleinerungsform von Giuseppe ein italienischer männlicher Vorname.

## Namensträger
- Beppe Assenza (1905–1985), sizilianischer Maler
- Beppe Cino (* 1947), italienischer Filmregisseur und Drehbuchautor
- Beppe Fenoglio (1922–1963), italienischer Schriftsteller
- Beppe Gabbiani (* 1957), italienischer Rennfahrer
- Beppe Grillo (* 1948), italienischer Komiker, Schauspieler und Blogger
- Beppe Sebaste (* 1959), italienischer Schriftsteller, Dichter, Übersetzer und Journalist
- Beppe Severgnini (* 1956), italienischer Journalist und Schriftsteller
- Beppe Wolgers (1928–1986), schwedischer Schauspieler, Autor, Komponist und Regisseur

### Als Familienname
- Flint Juventino Beppe (* 1973), norwegischer-deutscher Komponist